# Дубительское сельское поселение
Дубительское се́льское поселе́ние — муниципальное образование в Зубово-Полянском районе Мордовии Российской Федерации.
Административный центр и единственный населённый пункт — посёлок Дубитель.

## История
Границы поселения установлены законом Республики Мордовия от 7 февраля 2005 года № 12-З.
Законом от 24 апреля 2019 года, в Дубительское сельское поселение (сельсовет) были включены все населённые пункты упразднённого Журавкинского сельского поселения (сельсовета).

## Население
| 2002 | 2010 | 2012 | 2013  | 2014 | 2015 | 2016 |
| ---- | ---- | ---- | ----- | ---- | ---- | ---- |
| 855  | ↘698 | ↘661 | ↘648  | ↘611 | ↘592 | ↘578 |
| 2017 | 2018 | 2019 | 2020  | 2021 |      |      |
| ↘558 | ↘535 | ↘518 | ↗1071 | ↘950 |      |      |

## Состав сельского поселения
| № | Населённый пункт | Тип населённого пункта | Население |
| - | ---------------- | ---------------------- | --------- |
| 1 | Авдалово         | село                   | ↘395      |
| 2 | Дубитель         | посёлок                | ↘518      |
| 3 | Журавкино        | село                   | ↘309      |
| 4 | Круглый          | посёлок                | ↘7        |